# Fábio Reis
Fábio de Almeida Reis (Lagarto, 15 de abril de 1977), é um empresário e político brasileiro, filiado ao Partido Social Democrático (PSD). Atualmente, cumpre seu 3° mandato como deputado federal pelo estado de Sergipe.

## Biografia
Fábio Reis assumiu o primeiro mandato de Deputado Federal em 2013 e foi reeleito em 2014, com mais de 80 mil votos, para a 55.ª legislatura (2015-2019).   
Em 25 de setembro de 2020, foi anunciado como candidato à Prefeito de Lagarto pelo MDB após o seu irmão, Sérgio Reis, ser impedido de seguir adiante com a candidatura. Disputou as Eleições, porém não foi eleito pelo voto popular, sendo derrotado pela então prefeita, e candidata a reeleição, Hilda Rollemberg Ribeiro.   
Neto de Artur Reis, ex-deputado estadual e ex-prefeito, além de fundador do grupo Saramandaia, filho de Jerônimo Reis, ex-deputado federal e ex-prefeito de Lagarto, sobrinho da ex-deputada estadual Goretti Reis e irmão do ex-deputado federal, ex-deputado estadual e prefeito de Lagarto, Sérgio Reis.  